# Kate Bingham
The Hon. Dame Catherine Elizabeth Bingham, DBE (verheiratet auch Kate Norman, * 19. Oktober 1965 in London) ist eine britische Biochemikerin und Wagniskapitalgeberin. 2020 leitete Bingham die Impfstoff-Taskforce (UK) der britischen Regierung und steuerte die Beschaffung von Impfstoffen und die Strategie für deren Einsatz während der COVID-19-Pandemie.

## Frühes Leben und Ausbildung
Bingham ist die einzige Tochter des Anwalts und Richters Thomas Henry Bingham, Baron Bingham of Cornhill, aus dessen Ehe mit Elizabeth Loxley. Sie ist das älteste ihrer drei Kinder. Sie besuchte die St. Paul’s Girls' School in London, bevor sie am Christ Church College der Universität Oxford studierte, wo sie einen erstklassigen Abschluss in Biochemie (MA) erlangte. Anschließend absolvierte Bingham ein weiteres Studium an der Harvard Business School, das sie mit einem MBA abschloss.

## Laufbahn
Bingham arbeitete in der Geschäftsentwicklung für Vertex Pharmaceuticals und Consultants Monitor Company, bevor sie 1991 zu (jetzt SV Health Investments) kam. Sie wurde geschäftsführende Gesellschafterin mit Spezialisierung auf Biotechnologie und war in den Vorständen von Unternehmen in Großbritannien, den USA, Irland, Schweden und Deutschland tätig, darunter Autifony Therapeutics, Bicycle Therapeutics, Mestag Therapeutics, Pulmocide, Sitryx und Zarodex Therapeutics.
Ab Januar 2021 ist sie als Direktorin in den folgenden aktiven Unternehmen gelistet: Mestag Therapeutics Ltd; Cybele Therapeutics Ltd; Bicycle tx Ltd; Bicycle Therapeutics plc; Sitryx Therapeutics Ltd; Pulmocide Ltd; Autofony Therapeutics Ltd; Bicycle RD Ltd; SV Health Investors Ltd (zu deren Tochtergesellschaften der Dementia Discovery Fund gehört); und SCV Health Managers LLP.
Bingham ist außerdem Mitglied des Verwaltungsrats des Francis Crick Institute.

### Ernennung durch die britische Regierung
Im Mai 2020 wurde Bingham zur Vorsitzenden der UK Vaccine Taskforce ernannt, die eingerichtet wurde, um den Weg zur Einführung eines COVID-19-Impfstoffs in Großbritannien und dessen weltweiten Vertrieb zu managen. In dieser zeitlich befristeten unbezahlten Funktion, die Ende 2020 endete, berichtete sie an den Premierminister. Im Oktober 2020 war sie eine der Teilnehmerinnen an einem Versuch mit einem Impfstoff von Novavax.
Am 1. November 2020 behauptete die Sunday Times, dass sie „offizielle sensible“ Informationen über britische Impfstoffpläne an privaten Unternehmen in den USA weitergegeben habe und kommentierte, dass sie in die Taskforce berufen worden sei, obwohl sie keine Erfahrung mit Impfstoffen habe. Sie erwähnte außerdem, dass Bingham mit einem konservativen Regierungsminister verheiratet sei. In einer Antwort des Ministeriums für Wirtschaft, Energie und Industriestrategie vom selben Tag hieß es, dass sie den Inhalt genehmigt hätten und dass es nichts gebe, was nicht öffentlich zugänglich sei oder leicht abgeleitet werden könne. Sie fügten hinzu, dass ihre geschäftlichen Fähigkeiten in der Medikamentenentwicklung und ihr Ruf bei Pharma- und Impfstoffunternehmen der Grund für ihre Ernennung waren, und nicht, dass sie eine Impfstoffexpertin sei.
Später im November berichtete die Times, dass Bingham „darauf bestanden“ habe, ihr eigenes Team von acht PR-Beratern für umgerechnet 167.000 Pfund pro Jahr einzustellen. Eine Quelle in der Regierung sagte, die Berater hätten ihr geholfen, sich auf Interviews vorzubereiten, sie bei Presseerklärungen unterstützt und einen offiziellen Regierungs-Podcast eingerichtet.
Unter anderem die New York Times lobte weltweit Binghams schnelles Programm zur Einführung von Impfungen.

## Auszeichnungen
Im Januar 2017 erhielt Bingham den „Lifetime Achievement Award“ der BioIndustry Association UK.
Anlässlich der Birthday Honours 2021 wurde sie für ihre Arbeit als Leiterin der Vaccine Taskforce als Dame Commander des Order of the British Empire geadelt.
2023 wurde Bingham als Honorary Member in die Royal Society aufgenommen.

## Privatleben
Bingham heiratete 1992 Jesse Norman; das Paar hat zwei Söhne und eine Tochter. Norman wurde 2010 als konservativer Abgeordneter für Hereford und South Herefordshire gewählt. Ab 2021 dient er als Finanzsekretär im Finanzministerium in der Regierung von Boris Johnson.
Sie lebt in der Nähe von Builth Wells in den Brecon Beacons.